# ماریلوز برمودز

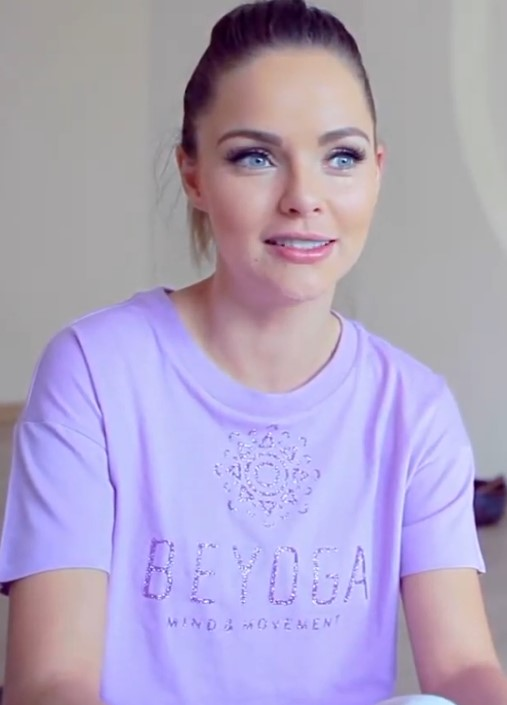
ماریلوز برمودز

ماریلوز برمودز بازیگر و مدل تلویزیون کاستاریکایی است که برای نقش‌هایش در تله‌نوول‌های کامالئونز، منتیر پارا ویویر، تاج اشک و گربه ولگرد شناخته می‌شود. او برای مجلاتی مانند H ژست گرفته است.
در سال ۲۰۱۵، ایگناسیو سادا او را برای بازی در نقش دیانا در فقط ماریا انتخاب کرد. در اواخر مارس ۲۰۱۶، او توسط سالوادور مجیا آلخاندر برای بازی در تله‌نوولا لاس آمازوناس انتخاب شد.

## فیلم‌شناسی
| سال       | عنوان                   | نقش‌ها                   | یادداشت‌ها             |
| --------- | ----------------------- | ----------------------- | --------------------- |
| ۲۰۰۹–۲۰۱۰ | کملون‌ها                 | لورینا گونزالز          | نقش تکراری            |
| ۲۰۱۱      | یک خانواده با شانس      | کارینا                  | نقش تکراری            |
| ۲۰۱۲–۲۰۱۳ | کرونا د لاگرما          | کاساندرا                | نقش تکراری؛ ۱۹ قسمت   |
| ۲۰۱۳      | "منتیر برای زندگی"      | ماریلو تاپیا            | نقش تکراری؛ ۷۶ قسمت   |
| ۲۰۱۴      | لا گاتا                 | ویرجینیا مارتینز نیگرت  | نقش تکراری؛ ۷۵ قسمت   |
| ۲۰۱۵–۲۰۱۶ | "سنگی ماریا"            | دیانا                   | نقش تکراری؛ ۲۴ قسمت   |
| ۲۰۱۶      | آمازون‌ها                | کنستانزا                | نقش اصلی: ۶۲ قسمت     |
| ۲۰۱۷      | ال بیانامادو            | والریا سیانفوگوس        | نقش اصلی: ۹۷ قسمت     |
| ۲۰۱۸      | حجازات ماه              | استفانیا ایریارت        | نقش اصلی؛ ۷۰ قسمت     |
| ۲۰۱۹      | دوانا فلور و دو شوهرش   | سامانتا کابرا دی سیرانو | نقش اصلی: ۶۵ قسمت     |
| ۲۰۲۱      | تو عشقت رو از دست می ده | روزا ماریا پونس         | نقش پشتیبان؛ ۱۲۰ قسمت |
| ۲۰۲۲      | وینسر لا غایس           | آنا صوفی اورداکس        | نقش پشتیبانی          |
| ۲۰۲۴      | زنده باد                | فاطمه آراندا ریورو کولر | نقش پشتیبانی          |